# Lethrus kentauensis
Lethrus kentauensis là một loài bọ cánh cứng trong họ Geotrupidae. Loài này được Král & Olexa miêu tả khoa học năm 1996.